# アーチボルド・プリムローズ (第4代ローズベリー伯爵)

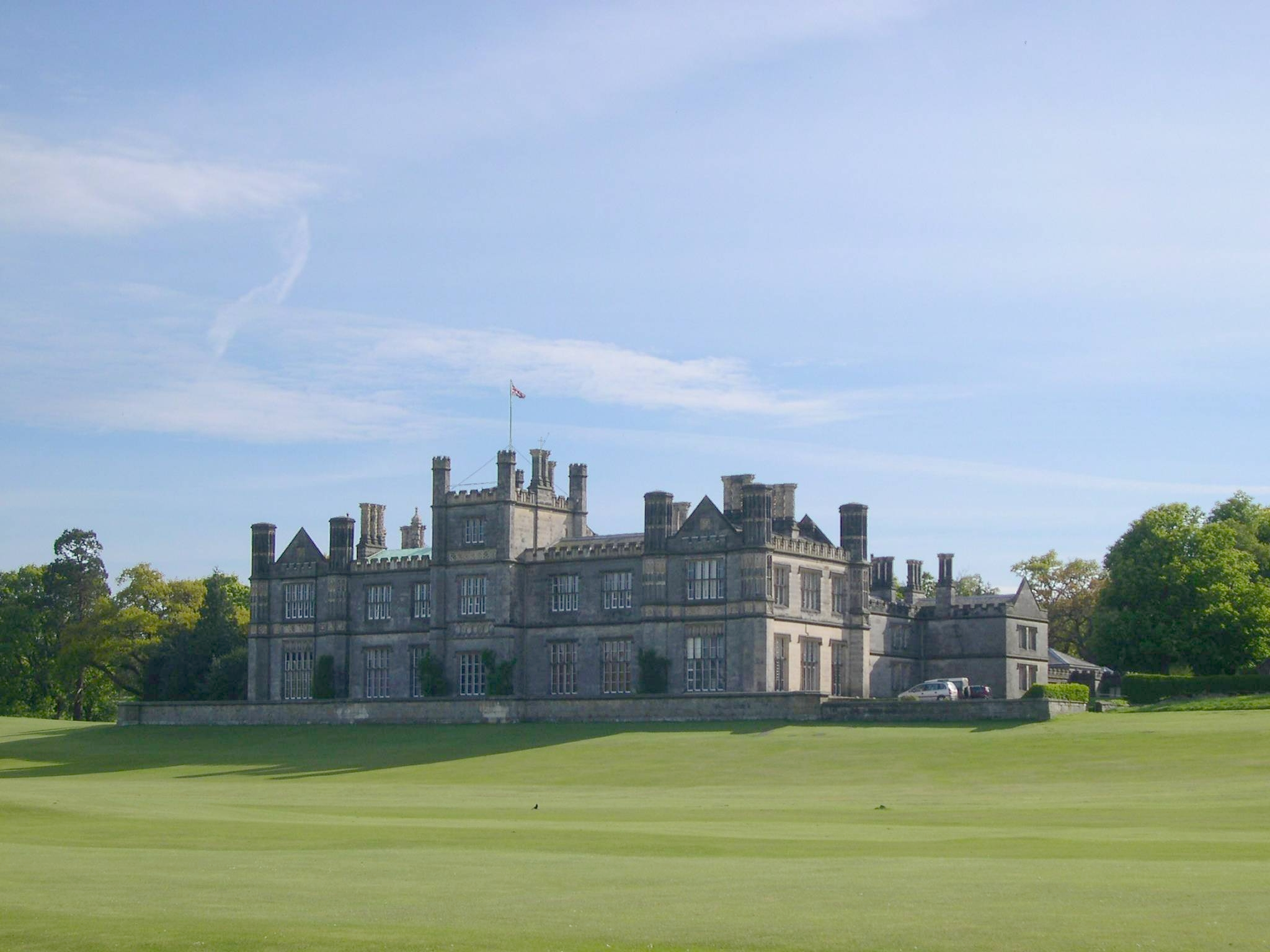
伯爵家の新しい邸宅として第4代ローズベリー伯爵によって建てられたダルメニー・ハウス

第4代ローズベリー伯爵アーチボルド・ジョン・プリムローズ（英: Archibald John Primrose, 4th Earl of Rosebery、1783年10月14日 - 1868年3月4日）は、イギリスの貴族。アザミ勲章勲爵士（KT）、枢密顧問官（PC）、王立協会フェロー（FRS）。
スコットランド貴族である第3代ローズベリー伯爵ニール・プリムローズの長男として、スコットランド・リンリスゴウシャー州にあるバーンボーグル城で生まれた。
ケンブリッジ大学ペンブルック・カレッジで学び、1804年に学位（M.A.）を取得。1819年には同大学から名誉法学博士号（LL.D.）を授与された。
1805年からコーンウォール州ヘルストン選挙区選出の、1806年から翌1807年までティペラリー県カシェル選挙区選出のホイッグ党所属庶民院議員。
1814年に父親が死去したため爵位を相続し、第4代ローズベリー伯爵となる。1818年・1820年・1826年の三度にわたってスコットランドの貴族代表議員としてグレートブリテン及びアイルランド連合王国の貴族院議員を務めた後、1828年に連合王国貴族「カウンティ・オヴ・エディンバラにおけるローズベリーのローズベリー男爵（Baron Rosebery, of Rosebery in the County of Edinburgh）」に叙された。ホイッグ党員として彼は、1832年の第1回選挙法改正（Reform Act 1832; 1832年選挙法改正法）を支持していた。また1843年にリンリスゴウシャー統監（Lord Lieutenant of Linlithgowshire）に任じられ、1863年まで在職した。
1831年に枢密顧問官に列せられ、1840年にアザミ勲章を受勲。1819年には王立協会フェローに選出されている。
ロンドンのピカデリーで1868年に死去し、爵位は孫のダルメニー卿アーチボルド・プリムローズに継承された。

## 家族
ローズベリーは2度結婚している。最初の妻である初代ラドナー伯爵ウィリアム・ブーヴェリーの孫ハリエット・ブーヴェリーとは1808年5月20日にロンドンのメリルボーンで結婚した。彼女との間に二男二女をもうけた。
- ダルメニー卿アーチボルド・プリムローズ（英語版） （1809年 - 1851年） - 庶民院議員、海軍本部委員。第5代ローズベリー伯爵アーチボルド・プリムローズの父
- レディ・ハリエット・プリムローズ （1810年 - ）
- レディ・メアリ・アン・プリムローズ （1812年 - 1826年）
- オナラブル・ブーヴェリー・フランシス・プリムローズ （1813年 - 1898年）

1815年にハリエットと離婚した後、1819年8月12日に初代アンソン子爵トマス・アンソンの娘アン・マーガレット・アンソンと再婚した。彼女との間には二女をもうけた。
- レディ・アン・プリムローズ （1820年 - 1862年）
- レディ・ルイーザ・プリムローズ （1822年 - 1870年）